# Лутига татарська
Лутига татарська, лутига стрепіхата (Atriplex tatarica L.) — вид рослин з роду лутига (Atriplex) родини амарантових (Amaranthaceae).

## Загальна біоморфологічна характеристика

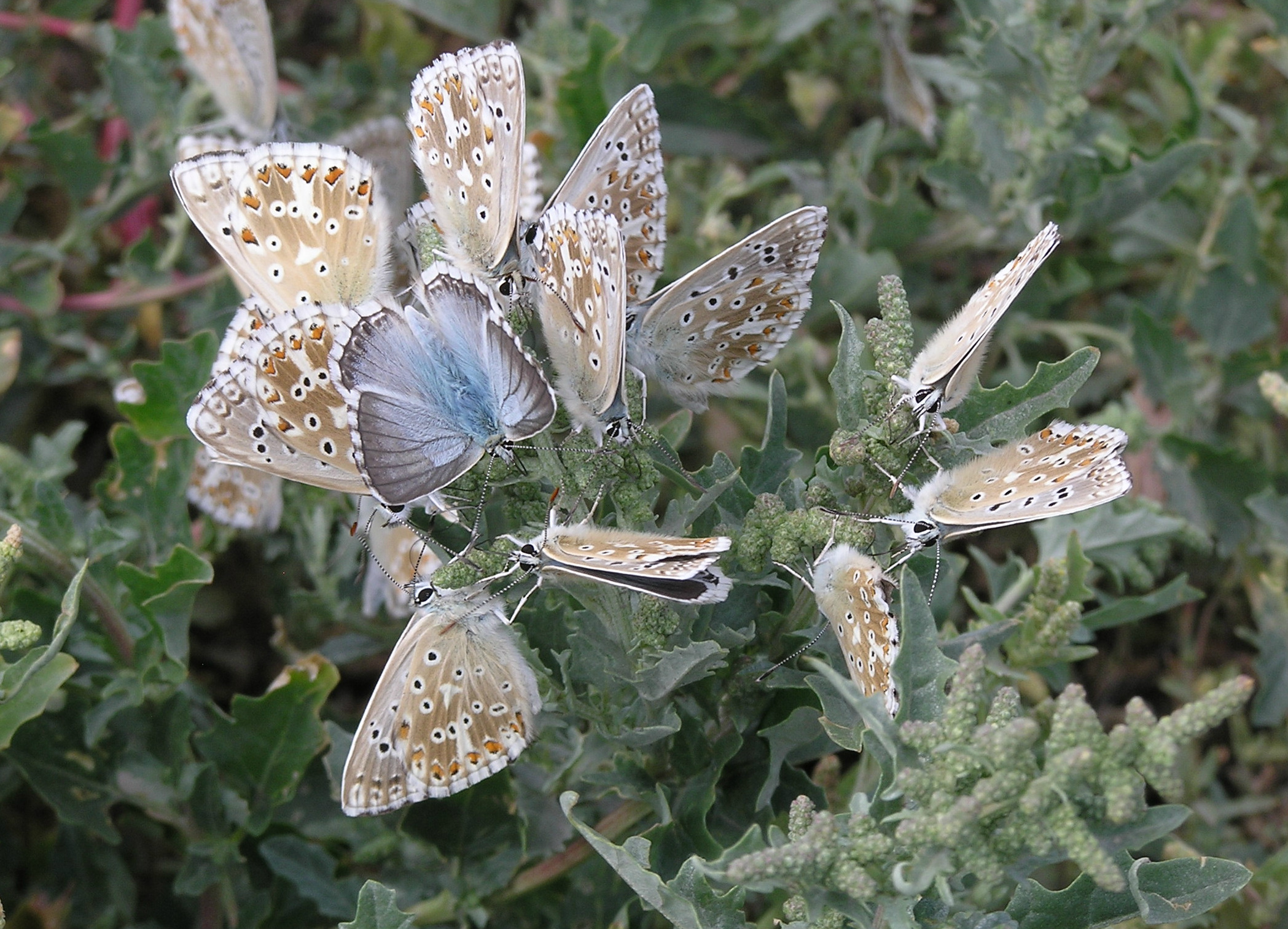
Polyommatus coridon на лутизі татарській

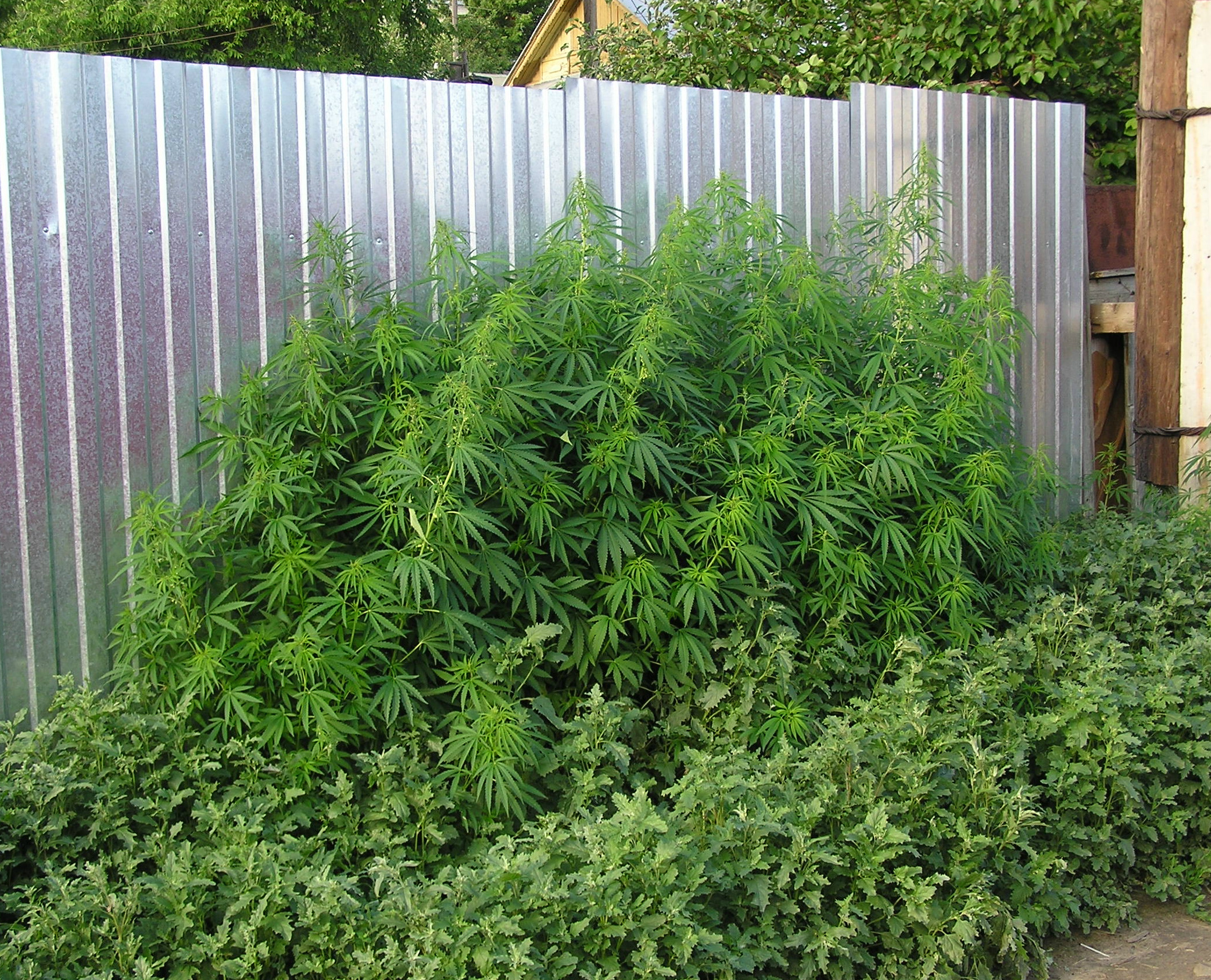
Коноплі дикі і лутига татарська

Ярий однорічник. Рослина 10-100 см заввишки, з прямим або лежачим стеблом, що при плодах часто червоніє. Листки сірувато-зелені, чергові, черешкові, трикутно-яйцеподібні або довгасто-яйцеподібні, рідше більш вузькі, виїмчасто-зубчасті або лопатеві, часто по краю волосисті, дуже коротко загострені. Квітки зібрані в безлисті кінцеві колосоподібні суцвіття, облистяні тільки в найнижчій частині. Пильникові квітки п'ятичленні, маточкові сидять по 3-20 в колотівках без оцвітини. Насіння 2,5-3 см в діаметрі, округле, блискуче, голе, коричневе. Цвіте і плодоносить в липні-вересні. Мінімальна температура проростання насіння 3-4 °C, оптимальна — 18-22 °C.
Число хромосом: 2n = 36.

## Поширення

### Природний ареал
- Африка
  - Північна Африка: Алжир; Єгипет; Марокко; Туніс
- Азія
  - Західна Азія: Афганістан; Кіпр; Єгипет — Синайський півострів; Іран; Ізраїль; Йорданія; Туреччина
  - Кавказ: Вірменія; Азербайджан; Російська Федерація — Передкавказзя, Дагестан
  - Сибір: Алтайський край, Західний Сибір
  - Середня Азія: Казахстан; Киргизстан; Таджикистан; Туркменистан; Узбекистан
  - Монголія: Монголія
  - Китай: Ганьсу, Цинхай, Синьцзян, Тибетський автономний район
- Тропічна Азія
  - Індійський субконтинент: Пакистан
- Європа
  - Середня Європа: Австрія; Німеччина; Угорщина; Словаччина
  - Східна Європа: Білорусь; Російська Федерація — Європейська частина; Україна (вкл. Крим)
  - Південно-Східна Європа: Албанія; Болгарія; Хорватія; Греція; Італія (вкл. Сардинія, Сицилія); Північна Македонія; Чорногорія; Румунія; Сербія; Словенія
  - Південно-Західна Європа: Франція (вкл. Корсика); Іспанія

### Інтродукція
- Європа
  - Середня Європа: Чехія; Німеччина; Польща
  - Східна Європа: Естонія; Латвія; Литва
  - Південно-Західна Європа: Франція
- Північна Америка
  - Північний Схід США: Коннектикут, Массачусетс, Нью-Гемпшир, Нью-Джерсі, Пенсільванія
  - Південь США: Алабама, Флорида
- Південна Америка: Аргентина; Чилі

## Екологія
Жаростійка рослина. Добре переносить засоленість ґрунту. Як рудерал росте на солончаках, узбіччях, сміттєвих місцях, в долинах річок. Найпишніше розростається на слабо осолонених ґрунтах, досягаючи людського зросту. Зростає групами і утворює зарості.

## Господарське значення
Широко поширений бур'ян, особливо в степовій і пустельній зонах. Засмічує посіви бавовнику і люцерни, в городах, садах, виноградниках. Фітоалерген.
Захисні заходи: ретельна обробка ґрунту, знищення бур'яну на необроблених місцях.